# Luke Perry
Pour les articles homonymes, voir Perry.
Coy Luther Perry III, dit Luke Perry, est un acteur et producteur américain, né le 11 octobre 1966 à Mansfield (Ohio) et mort le 4 mars 2019 à Burbank (Californie).
Il est connu pour le rôle de Dylan McKay dans la série télévisée populaire des années 1990, Beverly Hills 90210 (1990-1995 puis 1998-2000). Il se distingue ensuite dans plusieurs séries télévisées éphémères : Jeremiah (2002-2004), Windfall : Des dollars tombés du ciel (2006) et John from Cincinnati (2007). De 2017 à 2019, il tient le rôle de Fred Andrews dans la série télévisée populaire Riverdale.
Il s'est également illustré dans des productions filmographiques telles que : Buffy, tueuse de vampires (1992), Le Cinquième Élément (1997), Good Intentions (2010) ou encore Once Upon a Time… in Hollywood (2019).

## Biographie

### Jeunesse
Coy Luther Perry III, dit Luke Perry, grandit à Fredericktown où il est la mascotte de son école secondaire, la Fredericktown High School Freddie. Sa mère Ann Bennett est femme au foyer et son père Coy Luther Perry Jr. métallurgiste.

### Carrière

#### Révélation télévisuelle

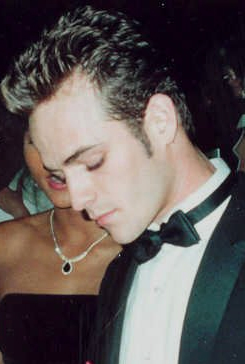
Luke Perry pour Beverly Hills 90210 aux Emmy Awards 1991.

Dans une interview avec Whoopi Goldberg, dans les années 1990, Luke Perry déclare avoir auditionné pour 215 emplois à New York avant de finalement apparaître dans un spot télévisé. Après être apparu dans le clip de Be Chrool To Your Scuel pour la bande Twisted Sister aux côtés d'Alice Cooper, ses premiers rôles sont dans les feuilletons Amoureusement vôtre (1987-1988) et Another World (1988-1989).
En 1989, âgé de 23 ans, il auditionne pour le rôle de l'un des lycéens de la nouvelle série télévisée de l'année Beverly Hills 90210. Il postule pour le rôle de Steve Sanders, mais le rôle est attribué à Ian Ziering. Luke Perry décroche cependant le rôle de Dylan McKay, un lycéen ombrageux, fils de millionnaire. La série devient rapidement un succès commercial et fait de ses acteurs des stars.
Parallèlement, l'acteur essaie de percer au cinéma : en 1990, il est la tête d'affiche du drame indépendant Terminal Bliss".
En 1994, il est la vedette du biopic 8 secondes.
En 1995, âgé de 29 ans, l'acteur quitte Beverly Hills 90210 afin de privilégier le grand écran. Son personnage de Dylan quitte donc la ville au bout du dixième épisode de la sixième saison.
Il joue d'abord son propre rôle dans la comédie italienne Vacanze di Natale '95, puis en 1996, il partage l'affiche du thriller Normal Life avec Ashley Judd et tient l'un des rôles principaux de la comédie d'action American Strays.
En 1997, il tient un petit rôle dans le blockbuster de science-fiction Le Cinquième Élément, de Luc Besson, mais est aussi la tête d'affiche du thriller indépendant Lifebreath. Ces différents longs métrages - à l'exception du film de Besson - passent pourtant inaperçus.
En 1997, il revient donc progressivement vers la télévision. Il apparaît dans un épisode de la sitcom Spin City et joue un officier de police dans l'un des segments du téléfilm choral Riot.
En 1998, il joue dans deux téléfilms : un de science-fiction, Invasion avec Kim Cattrall et Rebecca Gayheart et un autre dans le registre du thriller, Le Prix de l'indiscrétion, face à Gloria Reuben.
Finalement, en début d'année 1998, il revient dans Beverly Hills 90210 dès l'épisode 7 de la neuvième saison. La série se conclut deux ans plus tard, au terme de la dixième saison.
En 1999, il côtoie Virginia Madsen, Michael Madsen et Jeremy Davies dans le thriller indépendant The Florentine.
Depuis le début de sa carrière, Luke Perry a joué dans plus de 95 films et émissions de télévision.

#### Passage au second plan

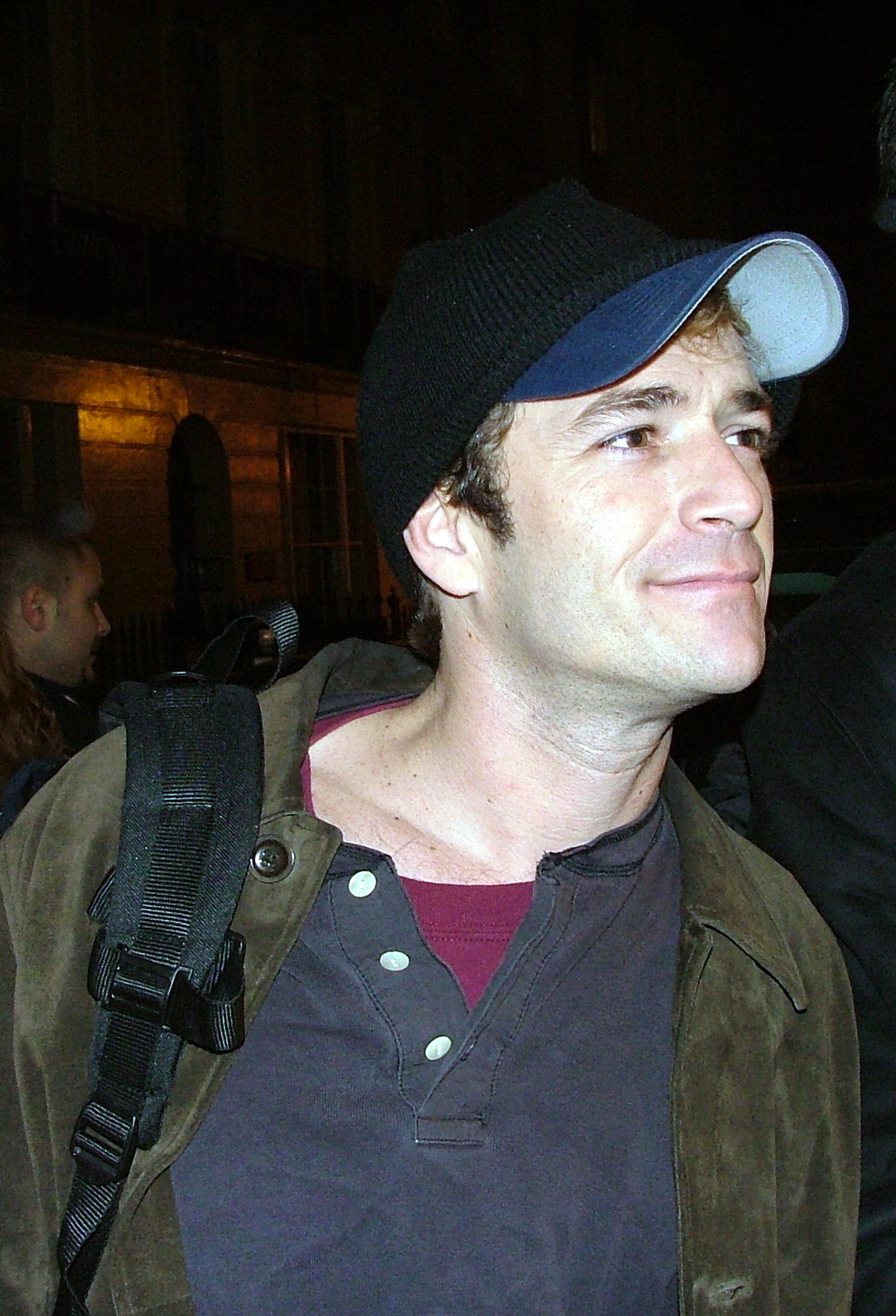
Luke Perry à Los Angeles en 2004.

En 2001, Luke Perry revient au cinéma pour deux longs métrages - la comédie Attention Shoppers, avec Casey Affleck et le thriller d'action Stratégiquement vôtre, avec Olivia d'Abo. Il retrouve aussi cette dernière pour le téléfilm Triangle Maudit, diffusé la même année. À la télévision, il surprend en incarnant un révérend dans la série dramatique acclamée Oz, diffusée par la chaîne câblée HBO.
En 2002, après trois métrages anecdotiques - le téléfilm Fogbound, le western Johnson County War et le film d'action sorti directement en vidéo Down the Barrel - il décroche son premier rôle de tête d'affiche d'une série télévisée. Il tient le rôle-titre du drame fantastique Jeremiah. La série dure trente-quatre épisodes, diffusés entre 2003 et 2004.
En 2004, il tient le rôle principal de la pièce de théâtre adaptée du film, Quand Harry rencontre Sally avec Alyson Hannigan dans le rôle de Sally.
Ce retour télévisuel lui permet d'enchaîner les apparitions dans des séries : en 2005, il s'essaie de nouveau à la sitcom avec un épisode de Will et Grace puis trois épisodes de Ce que j'aime chez toi, aux côtés de son ex-partenaire de Beverly Hills 90210, Jennie Garth. Et en 2006, il tient l'un des rôles principaux de la série dramatique Windfall : Des dollars tombés du ciel, centrée sur un groupe d'amis qui gagnent à la loterie. Il y donne notamment la réplique à Lana Parrilla et D.J. Cotrona. La série est cependant annulée après une première saison de treize épisodes.
La même année, il est aussi la tête d'affiche de deux téléfilms de science-fiction - Supernova et Descente en Enfer, avec Tia Carrere - mais aussi de la comédie d'action Dishdogz, face à la jeune Haylie Duff.
En 2007, il fait un grand écart : d'un côté, il apparait dans deux films pour enfants, The Sandlot 3 et Alice dans tous ses états, mais il tient aussi l'un des rôles principaux d'une nouvelle série dramatique de la chaîne HBO, John from Cincinnati. Là encore, le programme est arrêté au bout d'une saison, faute d'audience.
En 2008, Luke Perry annonce qu'il ne souhaite pas revenir dans la suite de Beverly Hills 90210 nommée 90210 Beverly Hills : Nouvelle Génération. Il déclare dans un magazine à propos de son ex-personnage Dylan McKay : « Je vais être lié avec lui jusqu'à ce que je meure, mais c'est vraiment très bien. J'ai créé Dylan McKay. Il est à moi », mais il révèle qu'il ne reprend pas son rôle dans la série dérivée. Il rajoute aussi : « Il faut se pencher sur toutes ces offres et je ne veux pas dire quelque chose de mauvais à propos d'elles, mais de façon créative, c'est quelque chose que j'ai fait avant et je ne sais pas comment il me sera utile si je le fais à nouveau. » Il dévoile finalement une des principales raisons pour lesquelles il ne veut pas faire partie de ce renouveau, en citant le producteur Aaron Spelling : « La différence entre CW qui apporte quelque chose de nouveau et d'Aaron Spelling, faire quelque chose en retour est significatif et je ne peux pas le faire sans Aaron. »
Entre 2008 et 2012, il enchaîne les téléfilms familiaux et les apparitions ponctuelles dans des séries.

#### Retour discret

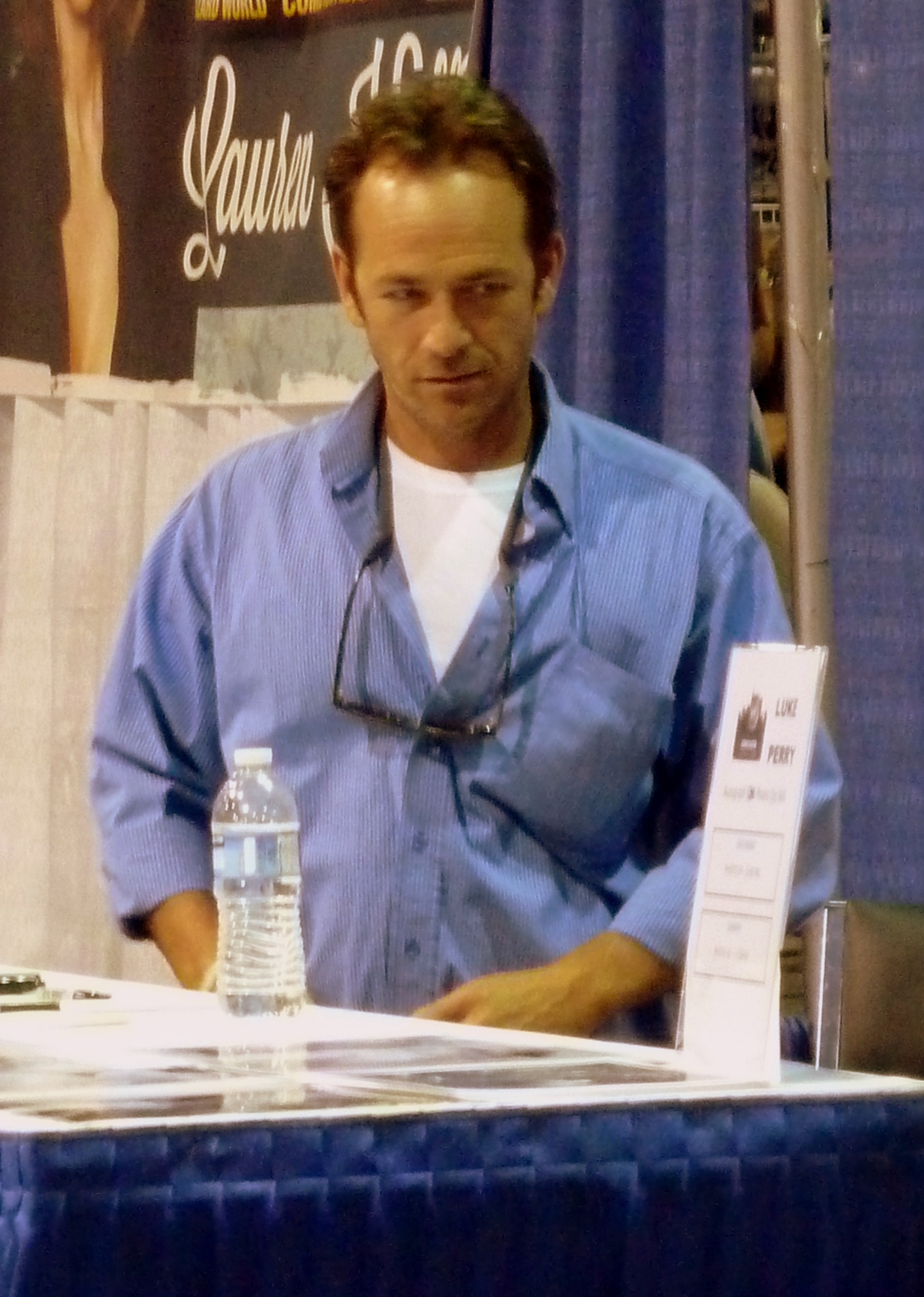
Luke Perry au Wizard World Chicago 2012.

En 2012, Luke Perry retrouve Jennie Garth et Jason Priestley, ses anciens partenaires de la série Beverly Hills 90210, dans une publicité pour les jeans, Old Navy. Il travaille alors avec Jennie Garth pour le développement d'une nouvelle sitcom dans laquelle ils seraient les acteurs principaux. La même année, il joue dans les épisodes 18 et 19 de la saison 2 de la série policière Body of Proof. Puis il reprend son rôle pour trois épisodes de la saison suivante, diffusés en 2013.
En 2016, l'acteur décroche le rôle de Fred Andrews dans la série télévisée Riverdale.
En juin 2018, il est annoncé au casting du neuvième long métrage de Quentin Tarantino Once Upon a Time… in Hollywood, qui est sa dernière apparition sur grand écran. La même année, il est aussi à l'affiche du film The Griddle House, aux côtés de trois anciennes actrices de la série Buffy contre les vampires : Charisma Carpenter, Clare Kramer et Amber Benson.

### Mort
Le 27 février 2019, Luke Perry est hospitalisé à la suite d'un accident vasculaire cérébral (AVC) à son domicile de Sherman Oaks. Malgré l'intervention des secours puis son hospitalisation à Los Angeles,,,,, il meurt le 4 mars 2019,.
Il est inhumé dans sa ferme du Tennessee à Dickson le 11 mars 2019, où il résidait depuis 1995.
Les dernières années avant sa mort, la santé de l'acteur s'était fragilisée. Grand fumeur, il avait connu plusieurs alertes et même révélé en 2015 sur Fox News avoir été traité pour des excroissances cancéreuses au niveau du côlon.
En son honneur, la production de la série Riverdale lui a rendu hommage durant un épisode.

### Vie privée
Luke Perry a été marié à Rachel Minnie Sharp de 1993 à 2003, avec qui il a eu deux enfants : Jack (né le 15 juin 1997) et Sophie (née le 7 juin 2000). Son fils, Jack, est catcheur professionnel, plus connu sous le nom de ring « Jungle Boy » et a signé avec la All Elite Wrestling (AEW),,.
En 2015, après avoir subi une coloscopie, qui a révélé des tumeurs précancéreuses, il est devenu par la suite un défenseur du dépistage du cancer du côlon.
Il était le meilleur ami d'Alexis Arquette depuis les années 1990, et lui a rendu hommage aux GLAAD Awards en 2017 à la suite de son décès.

## Filmographie

### Cinéma

#### Longs métrages
- 1986 : Twisted Sister: Come Out and Play de Marty Callner : lui-même (court métrage)
- 1991 : Scorchers de David Beaird : Ray Ray
- 1992 : Passion to Death (Terminal Bliss) de Jordan Alan : John Hunter
- 1992 : Buffy, tueuse de vampires (Buffy the Vampire Slayer) de Fran Rubel Kuzui : Marcel Pike
- 1994 : 8 secondes (8 Seconds) de John G. Avildsen : Lane Frost
- 1995 : Vacanze di Natale '95 de Neri Parenti : Luke
- 1996 : Normal Life de John McNaughton : Chris Anderson
- 1996 : American Strays de Michael Covert : Johnny
- 1997 : Le Cinquième Élément (The Fifth Element) de Luc Besson : Billy
- 1997 : Lifebreath de P. J. Posner : Martin Devoe
- 1999 : The Florentine de Nick Stagliano : Frankie
- 1999 : Cyclone (Storm) de Harris Done : Dr Ron Young[n 1]
- 2000 : Armés et dangereux (The Heist) de Kurt Voss : Jack[n 1]
- 2000 : Attention Shoppers de Philip Charles MacKenzie : Mark Pinnalore
- 2001 : Stratégiquement vôtre (The Enemy) de Tom Kinninmont : Dr Michael Ashton
- 2001 : Dirt de Michael Covert et Tracy Fraim : un procureur
- 2002 : Fogbound d'Ate de Jong : Bob
- 2003 : Down the Barrel/Luxury of Love de Diana Valentine : David
- 2005 : Dishdogz de Mikey Hilb : Tony
- 2007 : Le Gang des Champions 3 (The Sandlot 3: Heading Home) de William Dear : Tommy Santorelli[n 1]
- 2007 : Alice dans tous ses états (Alice Upside Down) de Sandy Tung : Ben McKinley
- 2009 : Äntligen midsommar! de Ian McCrudden : Sam
- 2009 : Upstairs de Robert-Adrian Pejo : Ward Weaver
- 2009 : Sam Steele and the Junior Detective Agency de Tom Whitus : le chat
- 2010 : Good Intentions de Jim Issa : Chester Milford
- 2010 : The Final Storm de Uwe Boll : Silas Hendershot
- 2010 : Redemption Road de Mario Van Peebles : Boyd
- 2010 : Le Trésor de Hanna (Hanna's Gold) de Joel Souza : Cole[n 1]
- 2013 : Flat Chested de Kristyn Benedyk : Ralph (court métrage)
- 2013 : Red Wing de Will Wallace : Carl Blanton
- 2013 : Noël tous en chœur (K-9 Adventures: A Christmas Tale) de Benjamin Gourley : Paul Stevenson
- 2014 : It's Gawd! de Gerald Brunskill : Jeffrey
- 2014 : La Légende de l'or perdu (K-9 Adventures: Legend of the Lost Gold) de Stephen Shimek : Paul Stevenson
- 2014 : Fandango (A Fine Step) de Jonathan Meyers : Cal Masterson[n 1]
- 2014 : The Beat Beneath My Feet de John Williams : Steve
- 2015 : Black Beauty de Daniel Zirilli : James
- 2015 : Dragon Warriors de Maclain Nelson et Stephen Shimek : Lorash
- 2016 : Race to Redemption de Teddy Smith : Gentry Rhodes
- 2018 : The Griddle House de Paul Tomborello : le vieux Jack
- 2019 : Once Upon a Time… in Hollywood de Quentin Tarantino : Wayne Maunder

### Télévision

#### Téléfilms
- 1993 : The Webbers (At Home with the Webbers) de Brad Marlowe : un fan
- 1997 : Émeutes à Los Angeles (Riot) de 4 réalisateurs : Boomer (segment Empty)
- 1997 : Invasion d'Armand Mastroianni : Beau Stark
- 1998 : Le Prix de l'indiscrétion (Indiscreet) de Marc Bienstock : Michael Nash
- 1999 : The Night of the Headless Horseman de Shane Williams : Brom Bones (téléfilm d'animation, voix originale)
- 2001 : Triangle Maudit (The Triangle) de Lewis Teague : Stu Sheridan
- 2001 : Just for Laughs: Montreal Comedy Festival d'Ellen Brown : lui-même
- 2002 : Johnson County War de David S. Cass Sr. : Harry Hammett
- 2005 : Descente en enfer (Descent) de Terry Cunningham : Dr Jake Rollins
- 2005 : Supernova de John Harrison : Dr Chris Richardson (téléfilm en deux parties)
- 2008 : A Gunfighter's Pledge de Armand Mastroianni : Matt Austin
- 2008 : Maman se marie ! (A Very Merry Daughter of the Bride) de Leslie Hope : Charlie
- 2009 : L'Ange et le Mal (Angel and the Bad Man) de Terry Ingram : Loredo
- 2009 : La Tempête du siècle (The Storm) de Bradford May : Stillman
- 2009 : Des serpents à bord (Silent Venom) de Fred Olen Ray : James O'Neill
- 2011 : La Loi de Goodnight (Goodnight for Justice) de Jason Priestley : John William Goodnight
- 2011 : Battle Scars: The Bud Moore Story de Kenan Harris-Holley et Rory Karpf : le narrateur
- 2012 : La Loi de Goodnight : La Valeur d'un homme (Goodnight for Justice: The Measure of a Man) de Kristoffer Tabori : John William Goodnight
- 2013 : La Loi de Goodnight : La Belle Aventurière (Goodnight for Justice: Queen of Hearts) de Martin Wood : John William Goodnight
- 2015 : Un foyer pour mes enfants (Welcome Home) de James Head : Stewart Paylor
- 2015 : Jesse Stone : L'éventreur de Boston (Jesse Stone: Lost in Paradise) de Robert Harmon : Richard Steele
- 2016 : Paradise Ranch (Love in Paradise) de Sean McNamara : Avery Ford

#### Séries télévisées
- 1982 : Voyages au bout du temps (Voyagers!) : un prisonnier (saison 1, épisode 7)
- 1988 : Amoureusement vôtre (Loving) : Ned Bates (7 épisodes)
- 1988-1989 : Another World : Kenny (10 épisodes)
- 1990-1995 puis 1998-2000 : Beverly Hills 90210 (Beverly Hills, 90210) : Dylan McKay (199 épisodes - également réalisateur de 2 épisodes en 1999)
- 1992 : Parker Lewis ne perd jamais (Parker Lewis Can't Lose) : lui-même (saison 2, épisode 22)
- 1997 : Spin City : Spence Kaymer (saison 1, épisode 16)
- 2001 : Les Nuits de l'étrange (Night Visions) : Dr Michael Sears (saison 1, épisode 4)
- 2001-2002 : Oz : le révérend Jeremiah Cloutier (10 épisodes)
- 2002-2004 : Jeremiah : Jeremiah (34 épisodes)
- 2005 : Will et Grace (Will and Grace) : Aaron (saison 7, épisode 17)
- 2005 : Ce que j'aime chez toi (What I Like About You) : Todd (saison 3, épisodes 17, 23 et 24)
- 2006 : Windfall : Des dollars tombés du ciel (Windfall) : Peter Schaefer (13 épisodes)
- 2007 : John from Cincinnati : Linc Stark (10 épisodes)
- 2008 : New York, unité spéciale (Law and Order: Special Victims Unit) : Noah Sibert (saison 10, épisode 1)
- 2008 : Esprits criminels (Criminal Minds) : Benjamin Cyrus (saison 4, épisode 3)
- 2010 : Leverage : Dalton Rand (saison 2, épisode 13)
- 2010 : FCU: Fact Checkers Unit : Luke (8 épisodes)
- 2012-2013 : Body of Proof : Dr Charlie Stafford (5 épisodes)
- 2013 : Raising Hope : un fantôme (saison 3, épisode 18)
- 2013 : Community : un inspecteur de l'espace (saison 4, épisode 3)
- 2014 : Major Crimes : Jon « Jonny » Worth (saison 3, épisode 8)
- 2014 : Hot in Cleveland : Trevor (saison 5, épisode 24)
- 2015 : Ties That Bind : Tim Olson (5 épisodes)
- 2017-2019 : Riverdale : Fred Andrews (52 épisodes[23])

#### Séries d'animation
- 1993 : Les Simpson (The Simpsons) : Luke Perry[n 2] (voix originale - saison 4, épisode 22)
- 1994-1995 : Les Motards de l'espace (Biker Mice from Mars) : Napoleon Brie (voix originale, 6 épisodes)
- 1996 : Mortal Kombat : Les Gardiens du royaume (Mortal Kombat: Defenders of the Realm) : Sub-Zero (voix originale, 13 épisodes)
- 1996-1997 : L'Incroyable Hulk (The Incredible Hulk) : Rick Jones (voix originale, 10 épisodes)
- 1999-2000 : Pepper Ann : Stewart Waldinger (voix originale, 3 épisodes)
- 2000 : Johnny Bravo : Luke Perry[n 2] (voix originale - saison 3, épisode 1)
- 2000 : Les Griffin (Family Guy) : lui-même (voix originale - saison 2, épisode 19)
- 2003 : Clone High : Ponce de Leon (voix originale - saison 1, épisode 10)
- 2007 : Les Motards de l'espace (en) (Biker Mice from Mars 2006) : Napoleon Brie (voix originale - saison 1, épisode 26)
- 2010 : Generator Rex : Jacob (voix originale - saison 1, épisode 5)
- 2011 : Les Pitous (Pound Puppies) : Fang (voix originale - saison 1, épisode 12)

### Producteur exécutif
- 1998 : Le Prix de l'indiscrétion (téléfilm)
- 2002 : Jeremiah (série télévisée)
- 2010 : Parallel Carousel (court métrage)
- 2011-2013 : La Loi de Goodnight (série de 3 téléfilms)

## Distinctions

### Récompenses
- 1992 : Young Artist Awards de la meilleure jeune distribution dans une série télévisée dramatique pour Beverly Hills 90210 partagé avec Jason Priestley, Shannen Doherty, Brian Austin Green, Jennie Garth, Ian Ziering, Tori Spelling et Gabrielle Carteris.
- 1993 : Bravo Otto du meilleur acteur dans une série télévisée dramatique pour Beverly Hills 90210 pour le rôle de Dylan McKay.
- 1993 : Young Artist Awards de la meilleure jeune distribution dans une série télévisée dramatique pour Beverly Hills 90210
- 1994 : Bravo Otto du meilleur acteur dans une série télévisée dramatique pour Beverly Hills 90210

### Nominations
- 1991 : Young Artist Awards de la meilleure jeune distribution dans une série télévisée dramatique pour Beverly Hills 90210 partagé avec Jason Priestley, Shannen Doherty, Brian Austin Green, Jennie Garth, Ian Ziering, Tori Spelling et Gabrielle Carteris.
- 1991 : Young Artist Awards du meilleur jeune acteur dans un second rôle dans une série télévisée dramatique pour Beverly Hills 90210
- 1992 : Bravo Otto du meilleur acteur dans une série télévisée dramatique pour Beverly Hills 90210
- 1993 : Kids' Choice Awards de l'acteur préféré dans une série télévisée dramatique pour Beverly Hills 90210
- 2004 : TV Land Awards de l'acteur préféré dans une série télévisée dramatique pour Beverly Hills 90210
- 2007 : TV Land Awards de la rupture qui était si mauvais que c'était bien dans une série télévisée dramatique pour Beverly Hills 90210 partagé avec Shannen Doherty.
- 2009 : People's Choice Awards de la star voleuse de scène préférée dans une série télévisée dramatique pour New York, unité spéciale
- 2020 : CinEuphoria Awards (es) de la meilleure distribution pour Once Upon a Time… in Hollywood partagée avec Austin Butler, Julia Butters, Bruce Dern, Leonardo DiCaprio, Emile Hirsch, Damian Lewis, Mike Moh, Timothy Olyphant, Al Pacino, Margaret Qualley, Brad Pitt, Dakota Fanning et Margot Robbie.
- 2020 : Gold Derby Awards de la meilleure distribution pour Once Upon a Time… in Hollywood
- 2020 : Gold Derby Awards de la meilleure distribution de la décennie pour Once Upon a Time… in Hollywood
- 2020 : Online Film & Television Association Award de la meilleure distribution pour Once Upon a Time in Hollywood
- Screen Actors Guild Awards 2020 : Meilleure distribution pour Once Upon a Time in Hollywood

## Voix françaises
En France, Lionel Tua a été la voix française régulière de Luke Perry jusqu'au décès de l'acteur,,,,.